# Polonaise (lied)
Polonaise is een lied van Jon & Vangelis. Het is de vierde track van hun album Private Collection en tegelijkertijd het op drie na kortste lied. Het lied gaat over onderdrukking en geweld en het feit dat mensen daar niet mee geboren zijn (In our children there is that sense of freedom).
Polonaise werd uitgegeven als B-kant van de single He Is Sailing. In Nederland werd die single geen succes.

## Musici
- Jon Anderson – zang
- Vangelis – toetsinstrumenten